# Attilio Foti
Attilio Foti (Palmi, 28 febbraio 1926 – Polistena, 27 gennaio 2010) è stato un giornalista e scrittore italiano.

## Biografia
Si trasferisce  nel 1953  a Roma, dove intraprende  la carriera di giornalista.
Due anni di collaborazioni in varie testate, fra le quali L'Avanti, lo conducono nel 1955 al quotidiano Il Tempo, dove per anni si occupa delle pagine di cronaca della Calabria. Dal 1957 iscritto all'albo dei giornalisti professionisti del Lazio.
Passato al servizio Interni negli anni sessanta, ne diventa rapidamente responsabile, alternando la direzione del servizio con il ruolo di inviato speciale; incarico che lo porterà a girare per il mondo, per oltre vent'anni, producendo articoli di notevole spessore giornalistico.
Ha seguito con interesse anche la “questione Altoatesina” negli anni settanta, studiando il problema dell'irredentismo del Südtirol. Nello stesso periodo si è occupato dello sviluppo e della tecnologia delle Ferrovie in Italia.
Molto apprezzati e pubblicati più volte  i reportage sulle sette sorelle del tabacco statunitensi del '73 e sui ponti a campata unica americani del '74. Allo stesso periodo risalgono una lunga serie di pezzi di ambientazione politico-culturale in Africa centrale (Kenya, Tanzania, Zanzibar).
Negli anni ottanta è passato al servizio politico del giornale, firmando spesso articoli di fondo sulla realtà pubblica del Paese.
Da sempre attaccato alla sua terra, nel 2002 lascia la capitale per tornare a Palmi,  suo paese di origine, dove collabora con alcuni giornali locali, pubblicando di politica, sanità e folklore locale.
Ha vinto undici premi giornalistici nazionali, due internazionali, fra i quali il Motta e il Villa San Giovanni, nonché due premi "Ferrovie".
Da sempre appassionato di storia, Attilio Foti ha scritto due libri correlati con la sua terra di origine. Il primo – La Calabria dai Borboni ai nostri giorni – è un saggio storico sulla metamorfosi della regione dal risorgimento al boom economico post-bellico. Il secondo – La capitanessa dei Piani della Corona - è invece un romanzo storico che ripercorre il periodo del brigantaggio in Calabria a cavallo fra il XVIII e il XIX secolo. È la storia di una donna della media borghesia palmese, Francesca La Gamba, la quale spinta da un'incontenibile sete di vendetta contro i francesi occupatori, in particolare nei confronti di un ufficiale che le aveva fatto fucilare i figli, si unì ad una banda di briganti che operava nella zona. In breve fornì prove di ardimento tali da divenire il capo riconosciuto della banda stessa, seminando ovunque il terrore. Sin quando ottenne la sua terribile vendetta.